# Оуквуд (Тексас)
Оуквуд (енгл. Oakwood) град је у америчкој савезној држави Тексас. По попису становништва из 2010. у њему је живело 510 становника.

## Демографија
Према попису становништва из 2010. у граду је живело 510 становника, што је 39 (8,3%) становника више него 2000. године.
| Група             | 2000.       | 2010.       |
| Белци             | 284 (60,3%) | 318 (62,4%) |
| Афроамериканци    | 165 (35,0%) | 149 (29,2%) |
| Азијати           | 1 (0,2%)    | 3 (0,6%)    |
| Хиспаноамериканци | 15 (3,2%)   | 36 (7,1%)   |
| Укупно            | 471         | 510         |